# 오이촌 (돗토리현)
오이촌(大伊村)은 돗토리현 야즈군에 설치되었던 촌이다. 현재의 야즈정에 해당한다.